# 킴 필비
해럴드 에이드리언 러셀 "킴" 필비(영어: Harold Adrian Russell "Kim" Philby, 러시아어: Ким Филби, 1912년 1월 1일 ~ 1988년 5월 11일)는 소비에트 연방과 영국의 이중 간첩이었다.
1963년에 케임브리지 5인조라는 간첩 조직이 드러나면서 정체가 밝혀졌다. 다른 4인은 도널드 맥린(Donald Maclean), 가이 버지스(Guy Burgess), 앤서니 블런트(Anthony Blunt), 존 케인크로스(John Cairncross) . 이들 중 소비에트 정부에게 가장 성공적인 스파이가 바로 킴 필비였다.